# Phorbas areolatus
Phorbas areolatus är en svampdjursart som först beskrevs av Thiele 1905.  Phorbas areolatus ingår i släktet Phorbas och familjen Hymedesmiidae. Inga underarter finns listade i Catalogue of Life.